# 올해의 단어

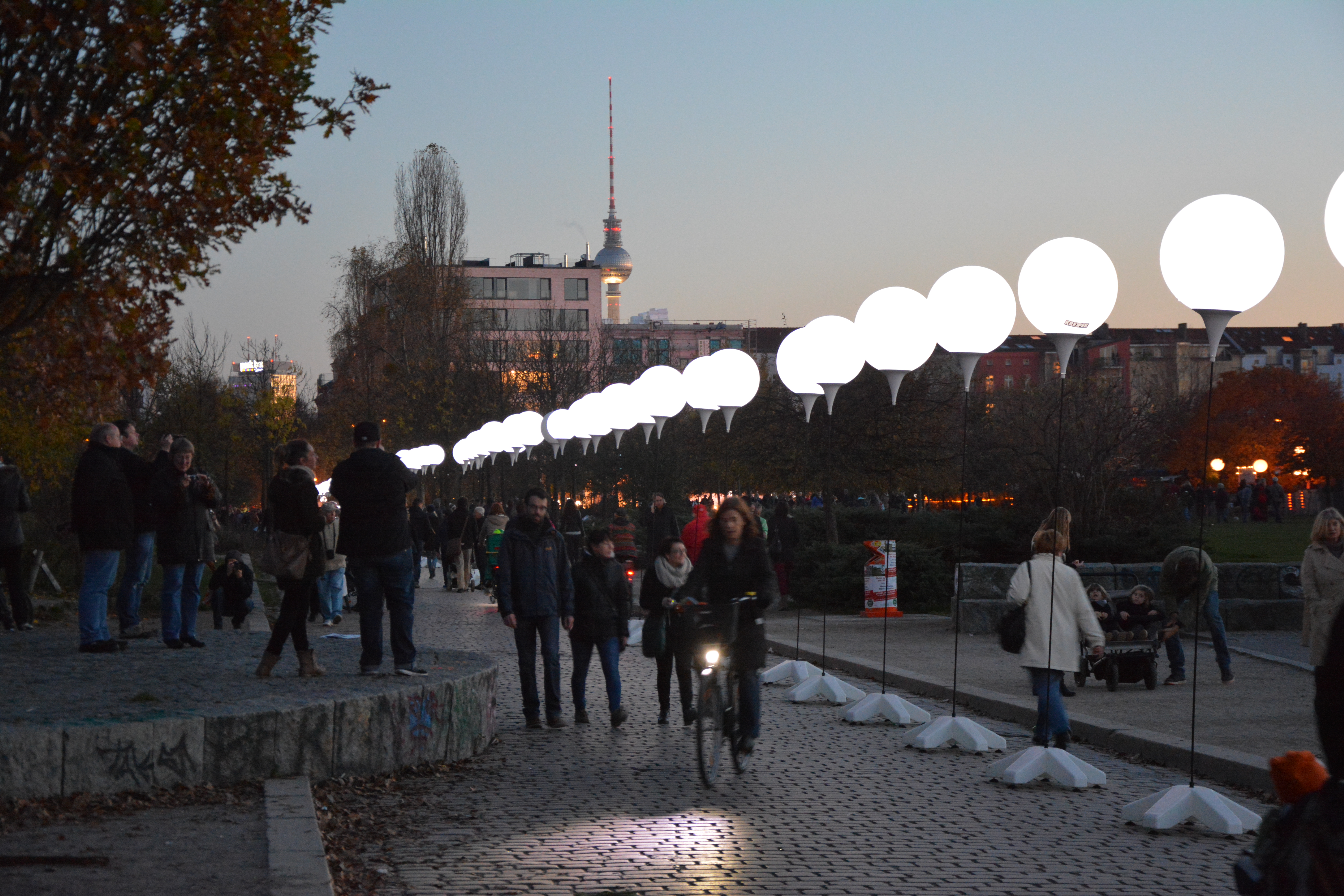

올해의 단어(The word of the year)는 한 해 동안 사람들 사이에서 가장 널리 퍼져서 그 해를 상징할 만하다고 볼 수 있는 단어나 문구를 선정하는 것을 말한다. 각국의 여러 단체에서 선정하기 때문에 그 종류와 단어도 매우 다양하다. 올해의 사자성어나 올해의 한자 등의 종류도 있지만, 여기서는 '단어', 그 중에서도 영어권 국가들의 단체에서 선정하는 올해의 단어에 대해서 서술한다.
올해의 단어는 1971년 독일에서 시작된 것이 시초이다. 1991년에는 미국 방언학회에서 언어학자들의 투표를 거쳐 올해의 단어를 연말마다 선정하기 시작하였다. 이밖에도 옥스퍼드 영어사전, 메리엄-웹스터 사전 등의 기관에서도 올해의 단어를 선정하고 있다.

## 미국 방언학회 선정
미국 방언학회 (American Dialect Society, ADS)에서는 1991년부터 미국 내 올해의 단어를 선정하고 있다. 역대 올해의 단어는 다음과 같다.
- 1990년 : "bushlips" (부시 입술) - 속어인 "bullshit" (→헛소리)과 비슷한 발음이다. 1988년 대선 당시 조지 H. W. 부시 후보가 '내 입술 잘 보십시오, 더 이상 새로운 세금은 없습니다' (Read my lips: no new taxes)라고 발언하였다가, 정작 당선되고 나서는 재정적자에 봉착해 세금 인상을 고려하게 된 것에서 비롯됐다. 부시 대통령은 이후 실제로 세금인상안에 서명했고, 재선에 실패하게 된다.[1]
- 1991년 : "mother of all" (모든 것의 어머니) -  걸프 전쟁 당시 사담 후세인이 '모든 전투의 어머니'라 발언한 것에서 유래하였다.[2]
- 1992년 : "Not!" (~는 아냐!) - 90년대 미국에서 유행하던 말투로, 어떤 걸 말하고는 맨 끝에 'Not'을 붙여 말 전체를 부정해 버려, 그냥 해본 소리라는 의미 정도로 바꾸는 식이었다.[3]
- 1993년 : "information superhighway" (초고속 정보망) - 앨 고어 부통령이 언급하면서 널리 쓰이게 되었다.[4]
- 1994년 : "cyber" (사이버), "morph" (모핑)[5]
- 1995년 : "web" (웹), "newt" (뉴트하다) - 신참이 공격적으로 대든다는 뜻이다. 뉴트 깅리치 하원의장에서 비롯된 말로, 당시 정치 신인이었던 그가 공화당 내부서 내세운 개혁정책인 '미국과의 계약' 추진 과정에서 보였던 과감한 성격이 주목받으며 생긴 말이다.[6]
- 1996년 : "mom" (엄마) - 사커맘의 '맘'에서 유래했다.[7]
- 1997년 : "millennium bug" (새천년 버그) - 2000년 문제가 수면위로 떠오르면서 유행했다.[8]
- 1998년 : "e-" - e-mail, e-commerce 등의 단어로 많이 활용되었다.[9]
- 1999년 : "Y2K" - 2000년 문제의 줄임말.[10]
- 2000년 : "chad" - 종이조각에 펀치 등으로 구멍을 뚫으면 나오는 쪼가리. 2000년 미국 대선 당시 선거결과를 좌우한 플로리다 주에서 민주당 지지자들이 투표용지에 붙은 차드를 제대로 떼어내지 않고 기표하면서 무효표가 다량 나왔고, 결과적으로 조지 부시 후보의 승리에 영향을 끼치면서 논란이 된 것에서 유래했다.[11]
- 2001년 : "9-11" - 9·11 테러.[12]
- 2002년 : "weapons of mass destruction" (대량살상무기)[13]
- 2003년 : "metrosexual" (메트로섹슈얼)[14]
- 2004년 : "red state, blue state, purple state" (적색주, 청색주, 보라주) - 2004년 미국 대통령 선거 결과에서 공화당 강세는 붉은색, 민주당 강세는 파란색, 경합은 보라색으로 표시된 것에서 비롯됐다.[15]
- 2005년 : "truthiness" (트루시니스) - 믿고 싶은 진실, 주관적인 진실이란 뜻으로, 미국의 시사논평 프로그램 〈더 콜버트 리포트〉에서 사용하면서 유명해졌다.[16]
- 2006년 : "plutoed" (명왕성된) - 강등된, 퇴출된이란 뜻으로, 이 해에 명왕성이 태양계 행성 목록에서 퇴출된 사건에서 유래했다.[17]
- 2007년 : "subprime" (서브프라임)[18]
- 2008년 : "bailout" (긴급구제) - 2008년 금융위기 여파로 미국 정부의 금융계 긴급 구제조치에서 유래된 말.[19]
- 2009년 : "tweet" (트윗) - 트위터에 짤막하게 남긴 말 혹은 그 행위.[20]
- 2010년 : "app" (앱) - 어플리케이션의 준말로, 컴퓨터나 스마트폰 운영체제에서의 소프트웨어를 가리키는 말.[21]
- 2011년 : "occupy" (점거하다) - 월 가를 점거하라 등 이 해에 벌어졌던 대규모 시위에서 유래하였다.[22]
- 2012년 : "hashtag" (해시태그) - 트위터 등지의 SNS상에서 해시 (#) 기호를 사용하여 특정 주제를 언급하고 공유하는 단어나 문구.[23]
- 2013년 : "because" (~니깐) - 짤막하게 답할 때 앞에 붙이는 말. "because reasons," "because awesome" 등으로 활용한다.[24]
- 2014년 : "#blacklivesmatter" - 미국 경찰의 잇따른 흑인 총격 사건으로 불붙은 흑인 저항운동.[25]
- 2015년 : they (그이) - 복수대명사가 아닌 단수대명사로서의 they를 말한다. 남녀 어느 한쪽에도 해당되지 않는 젠더퀴어 성별을 가진 사람들을 배려하기 위한 성중립적 단어로 부상하였다.[26]
- 2016년 : dumpster fire (재앙) - 원래는 대형 쓰레기통에 붙은 불이라는 뜻으로 대단히 참혹하거나 혼란스런 상황을 말한다.[27]
- 2017년 : "fake news" (가짜 뉴스)[28]

이밖에도 '90년대의 단어'로 "web" (웹)을, '20세기의 단어'로 "jazz" (재즈)를, '지난 천년의 단어'로 "she" (그녀)를, '2000년대의 단어'로 "google" (구글링)을 선정한 바 있다.

## 그 밖의 국가
- 올해의 사자성어 - 대한민국의 교수신문에서 선정하는, 그 해를 상징할 만한 사자성어이다.
- 올해의 한자 (今年の漢字) - 일본의 한자능력검정협회에서 진행하는, 한 해를 상징하는 한자 하나를 선정하는 캠페인이다.
- 올해의 단어 (독일) (Wort des Jahres) - 독일언어협회에서 선정하는 올해의 단어.

## 같이 보기
- 신조어